# Piłka wodna na Letnich Igrzyskach Olimpijskich 1964
Wyniki finałowe turnieju piłki wodnej na Letnich IO w Tokio:

## Tabela medalowa
| Lp. | Państwo    | Medal |
| --- | ---------- | ----- |
| 1   | Węgry      |       |
| 2   | Jugosławia |       |
| 3   | ZSRR       |       |